# Racomitrium ellipticum
Racomitrium ellipticum là một loài Rêu trong họ Grimmiaceae. Loài này được (Turner) Bruch & Schimp. mô tả khoa học đầu tiên năm 1845.